# Jason Goodwin
Pour les articles homonymes, voir Goodwin.
Jason Goodwin est un historien et écrivain britannique né en 1964.

## Biographie
Il étudie l'histoire byzantine à l'université de Cambridge. Il est l'auteur d'une histoire de l'Empire ottoman et d'un récit de voyage intitulé Chemins de traverse. Le Complot des janissaires, couronné par le prix Edgar-Allan-Poe du meilleur roman en 2007, et Le Trésor d'Istanbul sont les premiers tomes d'une série d'enquêtes menées par Hachim, le détective ottoman. Ces deux titres ont été sélectionnés pour l'Ellis Peters Historical Crime Award.
Il est invité régulier du festival littéraire HeadRead à Tallinn, en Estonie, où il anime des interviews et ateliers d'écriture.

## Œuvre

### Romans

#### Série policièreL'eunuque Hachim, l'Ottoman
- The Janissary Tree (2006) Publié en français sous le titre Le Complot des janissaires, trad. de Fortunato Israël, Paris, Éditions Plon, 2007, 326 p.  (ISBN 978-2-259-20316-6) ; réédition ; Paris, 10/18, « Grands Détectives » no 4110, 2008
- The Snake Stone (2007) Publié en français sous le titre Le Trésor d'Istanbul, trad. de Fortunato Israël, Paris, Éditions Plon, 2008, 316 p.  (ISBN 978-2-259-20317-3) ; réédition ; Paris, 10/18, « Grands Détectives » no 4211, 2009
- The Bellini Card (2008) Publié en français sous le titre Le Mystère Bellini , trad. de Fortunato Israël, Paris, Éditions Plon, 2009 (ISBN 978-2-259-20983-0) ; réédition, Paris, 10/18, « Grands Détectives » no 4337, 2010
- An Evil Eye (2011) Publié en français sous le titre Mauvais Œil, trad. de Fortunato Israël, Paris, Éditions Plon, 2012 (ISBN 978-2-259-21016-4) ; réédition ; Paris, 10/18, « Grands Détectives » no 4710, 2013
- The Baklava Club (2014)

### Autres ouvrages
- A Time For Tea: Travels in China and India in Search of Tea (1980)
- The Gunpowder Gardens: Travels Through India And China in Search of Tea (1990)
- On Foot to the Golden Horn (1993) Publié en français sous le titre Chemins de traverse, trad. de Isabelle Delord-Philippe, Paris, Éditions Phébus, coll. « D'ailleurs », 1995, 331 p.  (ISBN 2-85940-394-9)
- Lords of the Horizons: A History of the Ottoman Empire (1998)
- Otis: Giving Rise the Modern City (2001)
- Greenback: The Almighty Dollar and the Invention of America (2003)
- Cooking with Yashim (2011)